# 尼科利斯凱區

尼科利斯凱區在頓涅茨克州的位置

尼科利斯凱區（烏克蘭語：Нікольський район），俄罗斯称为沃洛达尔斯科耶区（俄语：Волода́рский район），曾是烏克蘭頓涅茨克州的一個區，也是俄罗斯联邦顿涅茨克人民共和国事实上下辖的一个区，行政中心設於尼科利斯凱（俄称沃洛达尔斯科耶），面積1,221平方公里，2013年人口29,284，人口密度每平方公里23.98人。
该区在2020年7月18日的乌克兰行政区划改革中被撤销，改革后頓涅茨克州下分为8个区，但只有5个区是在乌克兰政府的实际管辖下。尼科利斯凱區的范围并入新成立的马里乌波尔区。而在2022年后实际控制此地的顿涅茨克人民共和国在2023年的行政区划改革中保留了沃洛达尔斯科耶区建制。

## 下辖定居点
根据顿涅茨克人民共和国2023年的行政区划改革，该区下辖1座市级镇（沃洛达尔斯科耶）、39个村和3个乡村居民点。